# Straight Into Love
«Straight Into Love» — пісня американської співачки Ганни Манчіні, з якою вона представляла Словенію на пісенному конкурсі Євробачення 2013. Пісня була виконана 14 травня в першому півфіналі, але до фіналу не пройшла.